# Færeyinga saga

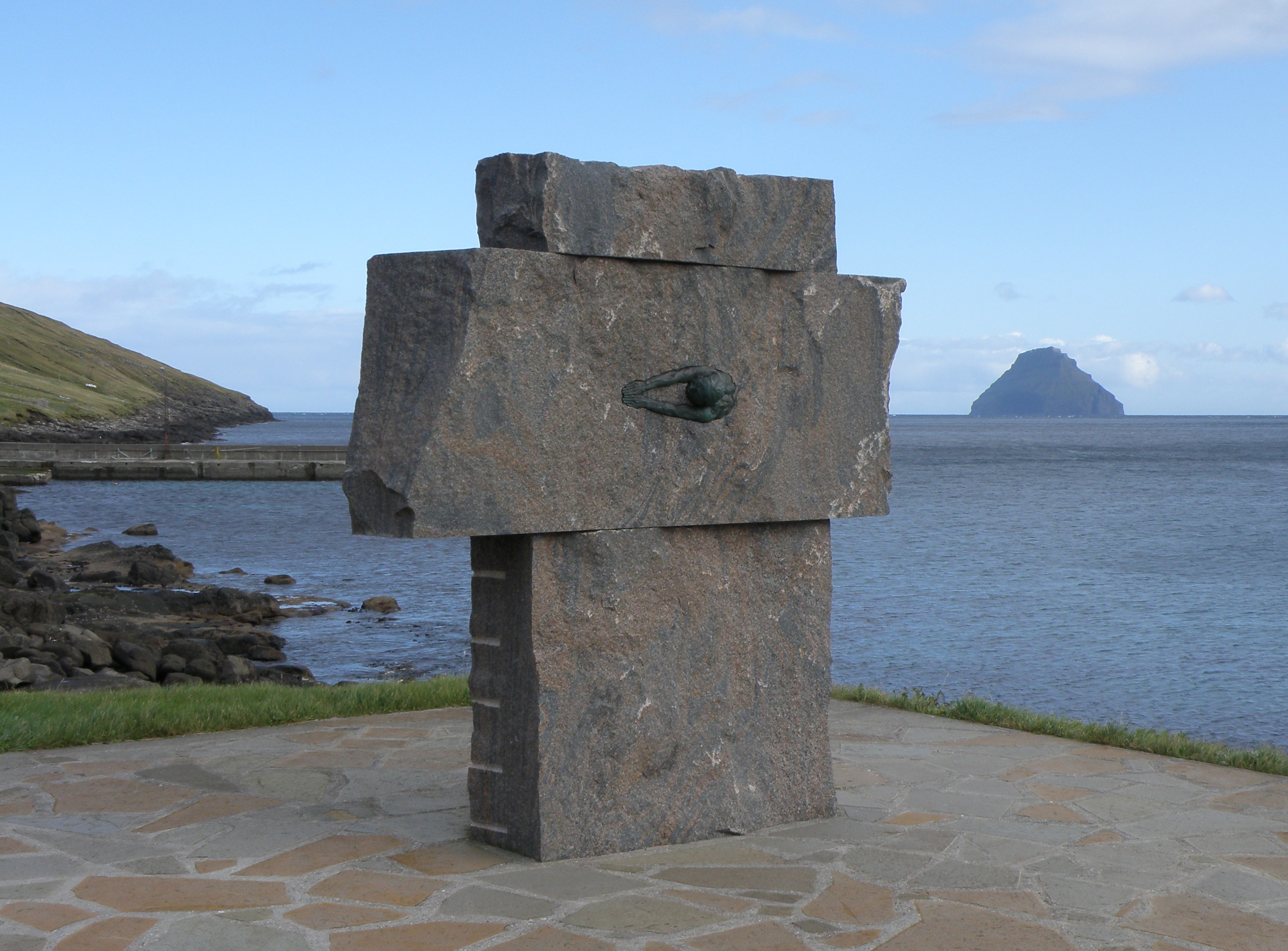
Sigmundur monument in Sandvík, op de locatie waar hij door Torgrímur Illi werd vermoord.

De Faereyinga saga (Oudnoorse naam,  Faeröers Føroyinga søga) is de oudste historische bron voor de geschiedenis van de Faeröer en de belangrijkste geschreven bron voor de Vikingtijd op de Faeröer.

## Ontstaansgeschiedenis
Deze saga ontstond in de 13e eeuw in IJsland, en werd waarschijnlijk door een leerling van Snorri Sturluson geschreven. Het werk behandelt de periode van de vestiging (9e eeuw) tot aan de kerstening van de Faeröer in de 11e eeuw. In de 19e eeuw werd de saga vervolgens in haar huidige overgeleverde vorm uit de IJslandse bronnen samengesteld. De eerste uitgave werd in 1832 bezorgd door de Deense oudheidkundige Carl Christian Rafn, aan wie de saga ook haar naam Færeyínga saga heeft te danken. In Rafns werk is een Faeröerse vertaling van pastoor Johan Henrik Schrøter in diens typerende spelling opgenomen.

## Inhoud
De Færeyínga saga begint met de woorden (in het Faeröers):
Grímur Kamban var fyrsti maður ið búsettist í Føroyum.
Hetta var á døgum Haralds Hárfagra,
tá stór mannfjøld flýddi undan harðræði hansara.
in het Nederlands:
Grímur Kamban was de eerste man die zich op de Faeröer vestigde.
Dit was in de dagen van Harald Mooihaar,
Toen velen voor zijn heerszucht vluchtten.
Men gaat ervan uit dat een zekere Grímur echt heeft bestaan en in de 9e eeuw van Noorwegen naar de Faeröer trok, zich in Funningur vestigde en zo met de noordelijke annexatie op de archipel begon. Weliswaar was dit reeds voor de regering van Harald Mooihaar, waarschijnlijk reeds rond 825. Klaarblijkelijk verwart de Færeyínga saga deze eerste golf van de annexatie met de tweede golf omstreeks ca. 885-890, die daadwerkelijk een vlucht voor Harald Mooihaars heerschappij was.
Op de Faeröer werd een vrije republiek van landverhuizers gesticht, en in hun hoofdstad Tórshavn hadden ze hun eigen Ting (Løgting). Deze plaats, genaamd Tinganes, is tot op de dag van vandaag nog steeds de regeringszetel. De Færeyínga-saga bevat deze en andere historische verhalen, vooral over de geschiedenis van Sigmundur Brestisson (Sigmund), die de Faeröer ondanks het verzet van Tróndur í Gøtu (Trond) omstreeks 1000 kerstende. Tronds rol staat zodanig centraal, dat de Færeyínga saga ook wel "de Sage van Trond" wordt genoemd. 
Daar de saga door monniken werd neergeschreven, is ze natuurlijk niet onpartijdig, in het verhaal wordt Sigmund (de christen) als de goede en Trond (de heiden) als de slechte voorgesteld. Er zijn ook delen van de Færeyínga saga die zeer duidelijk meer verzinsel dan waarheid zijn, maar het verhaal blijft al met al de geschiedenis van de eerste Faeröerders en daarom de belangrijkste historische bron voor de Vikingtijd op de Faeröer.

### Chronologie
Eerstgenoemde jaartallen zijn gebaseerd op het werk van C.C. Rafn, die tussen haakjes zijn de dateringen volgens G.V.C. Young
- rond 825 - Grímur Kamban vestigt zich op de Faeröer.
- 964 (959) - Tóri Beinisson wordt geboren.
- 966 (961) - Sigmundur Brestisson wordt geboren.

Torkil Barfrost wordt verbannen.
Turið Torkilsdóttir wordt geboren.
- 975 (970) - Moord op Brestir en Beinir.

Ravnur Hólmgarðsfari komt aan op de Faeröer en neemt Sigmundur en Tóri mee naar Noorwegen (Sigmundur en Tóri in Noorwegen)
- 976 (971) - Ravnur laat Sigmundur en Tóri vrij en reist naar de Oostlanden (Rusland).
- 978 (973) - Sigmundur en Tóri trekken van Vík naar Dovrefjell.
- 984 (979) - Sigmundur en Tóri gaan naar Hákon Jarl.

Tóra Sigmundsdóttir (Sigmunds dochter) wordt geboren.
- 985 (980) - Sigmunds strijd met Randver.

Sigmundur Brestisson en Tóri worden in het gevolg van Hákon Jarl opgenomen.
- 986 (981) - Sigmundur belegert in zweden en Rusland en voert strijd met Vandil.

Torkil Barfrost wordt van verbanning vrijgesproken.
- 987 (982) - Sigmunds strijdt met Harald Jernhøs bij Anglesey.

Torkil wordt sysselman in Orkedal.
- 988 (983) - Sigmundur en Tóri keren terug naar de Faeröer, waar ze zich in het bezit van zijn vaderlijke erfgoed vestigen.
- 989 (984) - Sigmundur en Tóri gaan naar Noorwegen bij Hákon Jarl, die tussen hen en Tróndur í Gøtu bemiddelt. Sigmundur krijgt de Faeröer toegewezen als Noors leengoed.
- 990 (985) - Sigmundur en Tóri keren terug naar de Faeröer en willigen het verzoek in, dat Tróndur de hem opgelegde geldboete in drie jaren afbetaalde.
- 991 (986) - Sigmundur huwt Turið Torkilsdóttir en reist met zijn familie tijdens de herfst naar de Faeröer.
- 992 (987) - Sigmundur maakt tijdens de zomer een korte reis naar Noorwegen.
- 993 (988) - Sigmundur reist tijdens de herfst naar Noorwegen.
- 994 (988?) - Sigmundur neemt aan de zijde van Hákon Jarl deel aan de slag tegen de Jomsvikingen.
- 997 - Koning Olav Tryggvason zendt  een boodschap naar Sigmundur op de Faeröer, dat hij tot bij hem in Noorwegen zou komen, en dat Olav hem tot machtigste man van de Faeröer wenste te maken, als hij zich bij hem aansloot.
- 998 - Sigmundur keert terug naar de Faeröer en verkondigt daar in opdracht van de koning het Christendom (zie christianisering van de Faeröer)
- 999 - Tróndur í Gøtu wordt door Sigmundur onder dwang gedoopt, en de Faeröer worden formeel gekerstend.
- 1000 - Sigmundur ontmoet Olav Tryggvason voor de laatste keer in Noorwegen en betaalt hem tribuut voor de Faeröer.
- 1001 - Sigmundur bezoekt de jarls Erik en Svend, die zijn leen over de Faeröer vernieuwen.
- 1002 (1005) - Tróndur overvalt Sigmundur. Deze eerste vlucht en wordt in Sandvík door Torgrímur Illi vermoord.
- 1024 - Løgmaður Gilli vaart samen met Leivur Øssursson en Tórálvur Sigmundsson op bevel van koning Olaf II de Heilige naar Noorwegen.
- 1026 - Tórálvur wordt in Noorwegen vermoord.
- 1027 - Karl van Møre trekt naar de Faeröer, om de moord op te klaren.
- 1028 - Karl van Möre wordt op de Thing in Tórshavn door geslagen.
- 1029 - De drie daders Sigurd Torlaksen, Tord de Kleine en Gaut de Rode keren terug naar de Faeröer terug. Gille en Leivur plaatsen zich onder de bescherming van Tróndur í Gøtu, die de verbanning van zijn drie verwanten opheft en de Faeröer in drie delen opdeelt.
- 1035 - Leivur Øssursson wreekt zich op alle drie. Tróndur sterft in droefenis over het verlies, en Leivur wordt de eerste christelijke heerser over de Faeröer, die hij van Magnus I de Goede als leen krijgt. Dit luidde het einde van de Vikingtijd op de Faeröer in.

### Gedrukte uitgaves
(bestand van de Føroya Landsbókasavn, selectie)
- Carl Christian Rafn, Færeyínga Saga eller Færøboernes Historie i den islandske Grundtext med færøisk og dansk Oversættelse, Kopenhagen, 1832 (IJslands, Faeröers door Johan Henrik Schrøter, Deens)
  - Gottlieb Christian Friedrich Mohnike (trad.), Faereyinga Saga oder Geschichte der Bewohner der Färöer: im isländischen Grundtext mit färöischer, dänischer und deutscher Übersetzung, Kopenhagen, 1833.
- Føroyingasøga, trad. V. U. Hammershaimb, Tórshavn, 1884. (eerste uitgave in Faeröers, latere uitgaven in 1919 en 1951)
- Føringasøga, trad. ed. C. Holm Isaksen, Tórshavn, 1904.
- Færeyingasaga. Den islandske saga om færingerne, heruitgave door Det kongelige nordiske oldskriftselskab, Kopenhagen, 1927. (Deens)
- Føroyingasøga, tradd. Heðin Brú - Rikard Long, Tórshavn, 1962. (Faeröers)
- The Faroe Islanders' saga, trad. annot. George Johnston - ed. Michael Macklem, Ottawa, 1975. (Engels)
- Færeyinga saga, edd. Ólafur Halldórsson - Jón Böðvarsson, Reykjavík: Iðunn, 1978 - 180 S. (IJslands)
- Færinge saga, trad. Ole Jacobsen - postscr. Jørgen Haugan, Kopenhagen, 1981. (Deens)
- La saga des Féroïens, trad. Jean Renaud - introd. Régis Boyer, Parijs, 1983. (Frans)
- Die Färinger Saga, trad. Klaus Kiesewetter, Ålborg, 1987. (Duits)
- Färinga sagan / inledd och översatt av Bo Almqvist; förord av Olov Isaksson; fotografier av Sören Hallgren. Hedemora: Gidlunds Bokförlag, 1992. (Zweeds)
- Føroyinga søga / Sven Havsteen-Mikkelsen teknaði; Bjarni Niclasen týddi; Jørgen Haugan skrivaði eftirmæli, Tórshavn, 1995. (Faeröers, 2e uitgave) (nieuwe editie: PDF-download 2005)

### Online uitgaves
- Færeyinga saga (IJslands)
- F. York Powell, The Tale of Thrond of Gate, commonly called the Faereyinga Saga, Londen, 1896 (integrale online uitgave, Engels)
- Anker Eli Petersen, Føroyinga Søga. Leysliga umsett út fornnorrønum, Faeröer, 2003 (online uitgave, tot nu toe slechts het eerste deel, Faeröerse vertaling uit het Oudnoords)
- Michael Becker, Die Färinger Saga. (online uitgave, samenvatting, Duits)
- Snerpa.is - Færeyinga saga (IJslands, volledig)
- Volledige tekst in het IJslands en het Engels in de IJslandse sagendatabank

### Secundaire literatuur
- G.V.C. Young, Fra vikingetiden til reformationen, Kopenhagen, 1982 (oorspronkelijke titel: From the Vikings to the Reformation).